# 董允茂
董允茂（？—1640年代），字承初，號豸章，浙江寧波府慈谿縣人，民籍，明朝、南明政治人物。

## 生平
天啟元年（1621年）辛酉科浙江鄉試舉人，崇禎十年（1637年）丁丑科二甲第二十二名進士。兵部觀政，十一年二月授刑部雲南司主事，調任兵部武选司主事，十二年改职方司，十三年陞兵部武库司員外郎，出為山東按察司僉事、兵備濟南。其時山東戰亂燒燬村落，流寇橫行，他同時剿滅與招撫盜賊，使地方安定，吏部尚書謝陞看重他的才幹，改山東布政使司參議、兵備天津，視察糧倉發現有數千石餘米，妥善貯藏以備急需，沒有中飽私囊。後丁父憂歸里，十七年補福建粮道參議，不久去世。

## 家族
曾祖董鉞；祖父董應華；父董時彥，母吳氏（封恭人）。兄董允升，萬曆四十四年進士。